# Elisabetta Gnone
| Portal | Portal:Disney |

Elisabetta Gnone (født 13. april 1965 i Genova) er en italiensk tegneserieforfatter, der bl.a. har skabt serien W.I.T.C.H..